# Lista över nötkreatursraser
Listan över nötkreaturraser anger exempel över koraser och varje kategori är ej komplett.

## Huvudsakliga mjölkraser
- Abondance (nötkreatur)
- Alderneyboskap
- Angelboskap
- Ankole-Watusi (boskap)
- Ayrshireboskap
- Braunvieh
- Fjällko
- Guernseyko
- Islandsko
- Röd sindhi
- Shaiwal boskap
- Tux boskap
- Vechurko

## Mjölkraser i Sverige
- Svensk Jersey-boskap (SJB) (Danmarks näst största mjölkkoras)
- Svensk kullig boskap (SKB)
  - Rödkulla
  - Fjällko
- Holstein (Hol) (Svensk låglandsboskap (SLB)) (Sveriges vanligaste mjölkkoras)
- Svensk röd och vit boskap (SRB) (Sveriges näst vanligaste mjölkkoras)

## Svenska allmogeraser

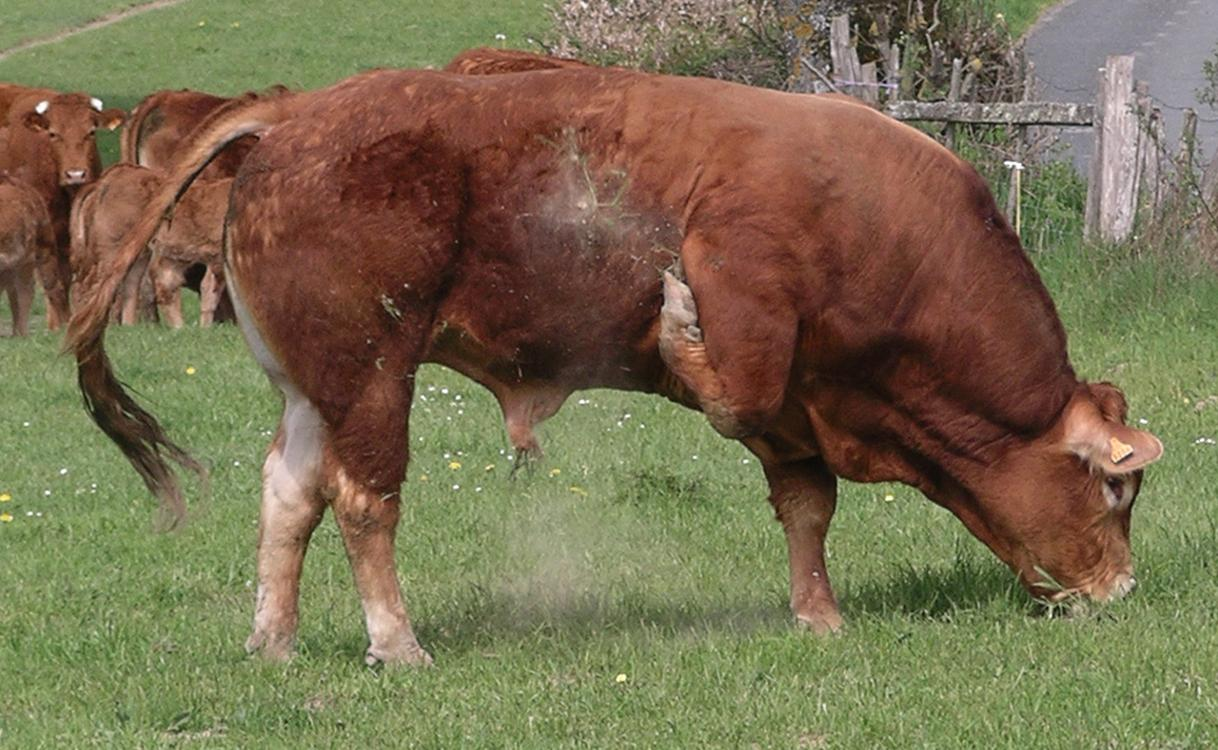

- Bohuskulla
- Ringamålako
- Väneko
- Fjällko
- Rödkulla

## Finländska allmogeraser
- Östfinsk lantras

## Huvudsakliga köttraser
- Aberdeen Angus
- Aubracko
- Arouquesa
- Belgisk blå
- Charolais (Sveriges vanligaste köttdjursras)
- Chianina
- Hereford (nötkreatur) (Sveriges näst vanligaste köttdjursras)
- Highland Cattle
- Limousin (boskap)
- Texas Longhorn
- Wagyu

## Koraser för både mjölkproduktion och köttproduktion
- Abigar
- Shorthorn
- Simmental
- Dexter

## Ej specificerade raser
(sortera gärna in under rätt rubrik!)
- Heck-boskap